# Oreothalia
Oreothalia is een geslacht van insecten uit de familie van de dansvliegen (Empididae), die tot de orde tweevleugeligen (Diptera) behoort.

## Soorten
- O. chillcotti Wilder, 1981
- O. pelops Melander, 1902
- O. rupestris Vaillant, 1960
- O. sierrensis Wilder, 1981
- O. spinitarsis Wilder, 1981